# Боргер (Нідерланди)
Боргер (нід. Borger, нід. вимова: [ˈbɔrɣər]) — село в нідерландській провінції Дренте. Входить до муніципалітету Боргер-Одорн.
Його площа становить 15,77 км², а населення станом на 2021 рік складало 4 885 осіб.
Перша згадка про населений пункт датується 1327 роком.
Мало статус окремого муніципалітету до 1998 року, коли було об'єднано з Одорном.

## Галерея

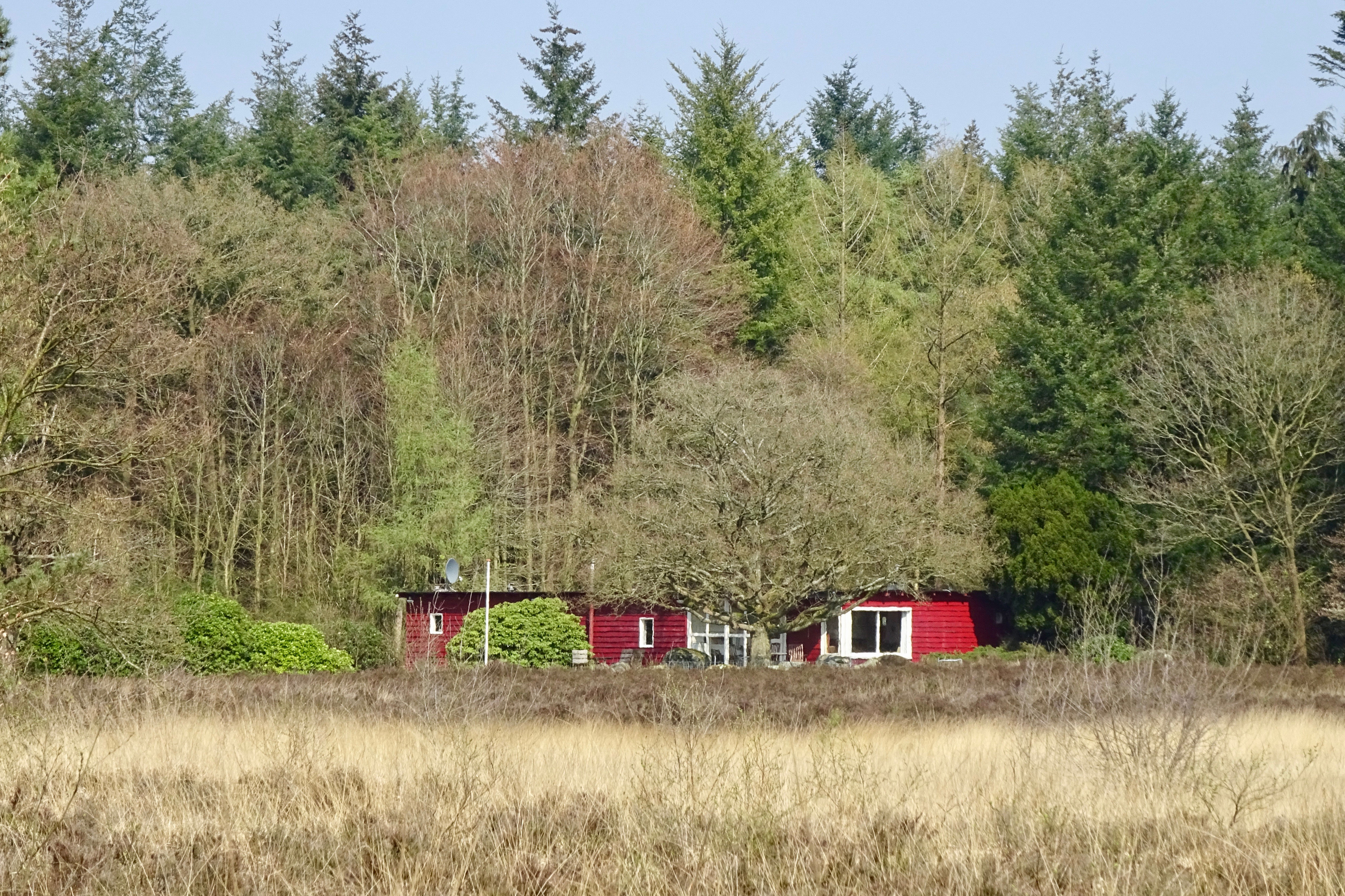
Дачний будинок
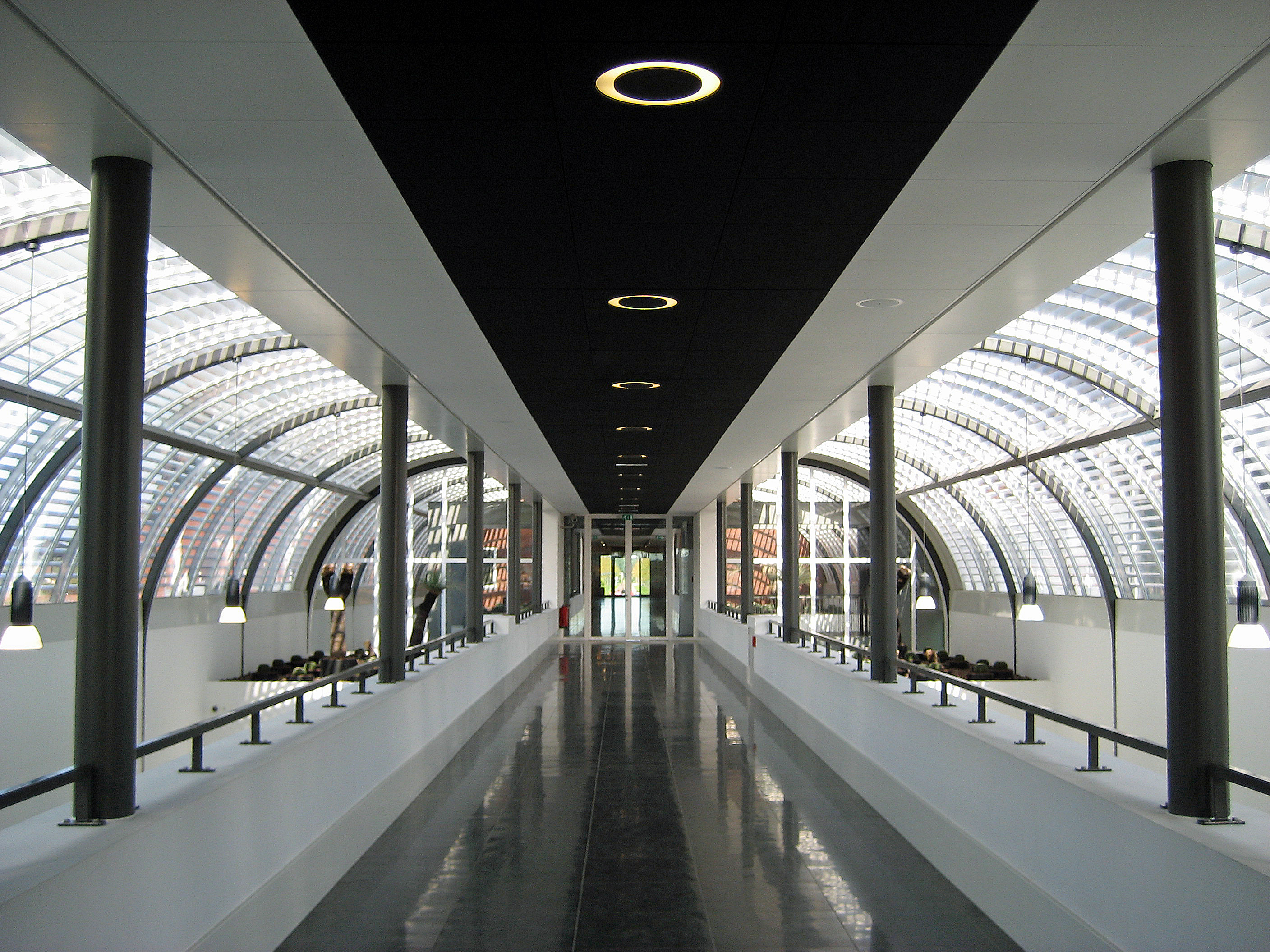
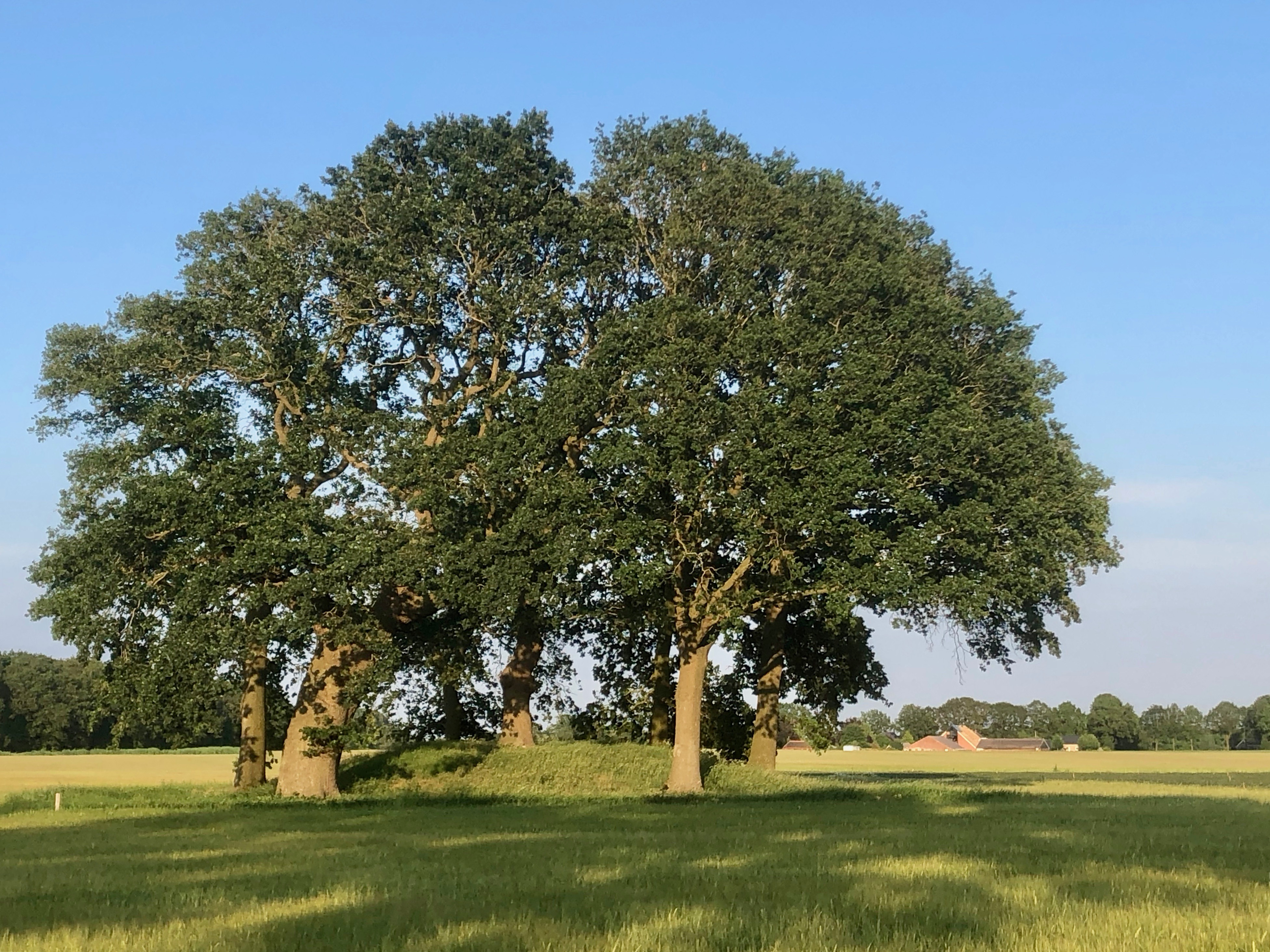
Тумулус в Боргері
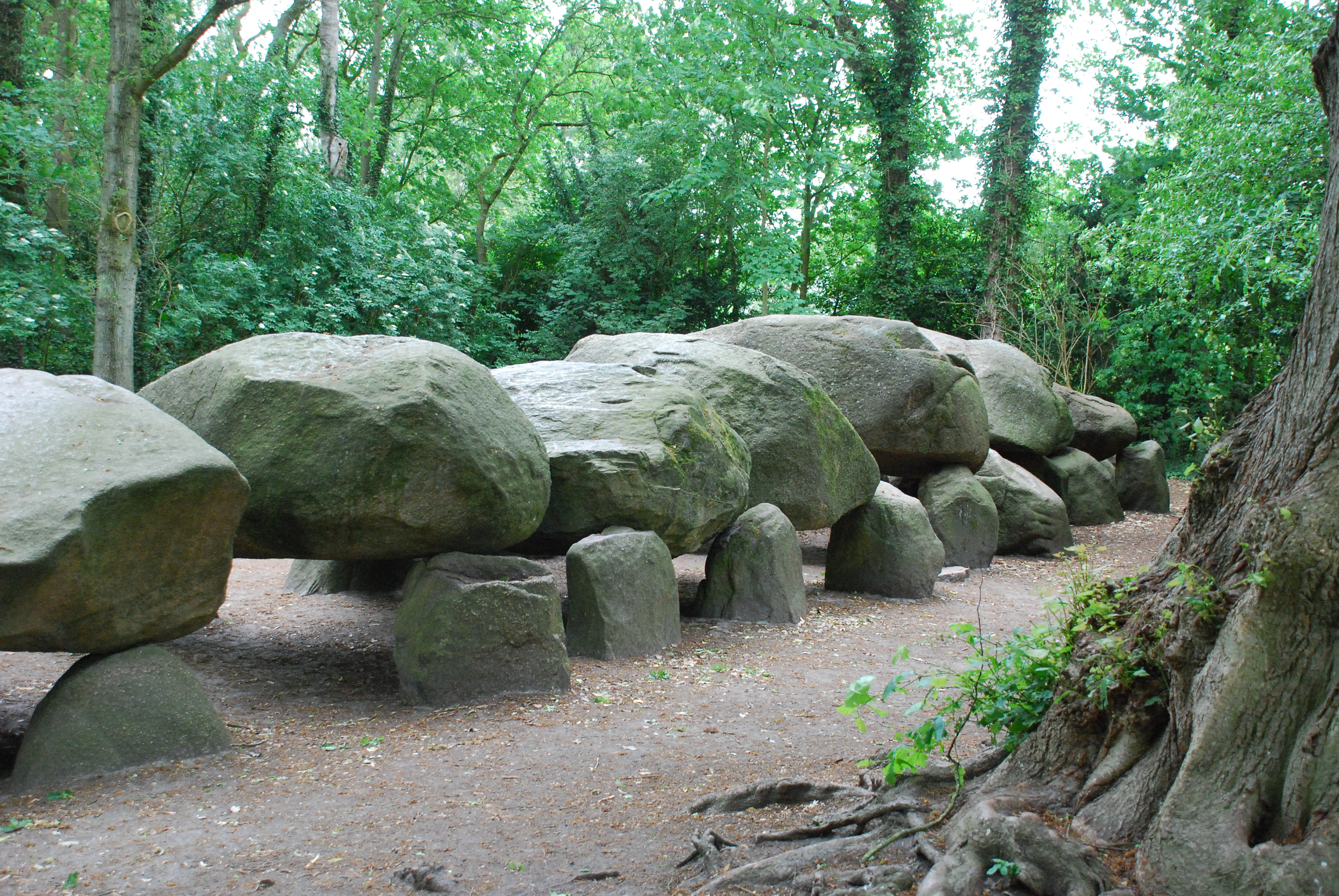
Дольмен у селі